# Puig Boac
El Puig Boac és una muntanya de 281 metres que es troba al municipi de Darnius, a la comarca catalana de l'Alt Empordà.